# Дмитрівка (Рівненський район)
Дми́трівка — село в Україні, у Рівненському районі Рівненської області. Населення становить 400 осіб.

## Географія
На південній околиці села пролягає автошлях М06.

## Населення

### Мова
Розподіл населення за рідною мовою за даними перепису 2001 року:
| Мова       | Кількість | Відсоток |
| ---------- | --------- | -------- |
| українська | 397       | 99.25%   |
| російська  | 3         | 0.75%    |
| Усього     | 400       | 100%     |

## Особи
У селі народилися:
- Столярчук Богдан Йосипович — мистецтвознавець.